# Pseudomureïna
La pseudomureïna o pseudopeptidoglicà és un polímer que forma la paret cel·lular de certes arqueus i que té una semblança notable amb el peptidoglicà dels bacteris (anomenat antigament mureïna).
L'esquelet de la pseudomureïna està format per unitats repetitives que s'alternen de N-acetilglucosamina i àcid N-acetiltalosaminurònic. Es diferencia del peptidoglicà bacterià en què els enllaços glicosídics entre els monosacàrids són β-1,3 en lloc de β-1,4, i els aminoàcids són tots estereoisòtops L. Algunes espècies d'arqueus no tenen pseudomureïna.
Es creu que el peptidoglicà i la pseudomureïna van sorgir convergentment després que divergissin els bacteris i els arqueus.